# Peter Højrup
Peter Højrup (født 2. maj 1974) er en dansk forfatter og oversætter, som er uddannet fra forfatterskolen i 1997. Han er cand.mag. i litteraturvidenskab og har været redaktør på tidsskriftet Banana Split fra 2000-2005. Fra 2000-2021 var han en af de bærende kræfter på Forlaget Basilisk sammen med Majse Aymo-Boot, Per Aage Brandt, René Jean Jensen, Martin Larsen og Pejk Malinovski. Han har været nomineret til Montanas Litteraturpris for romanen  Island og Til stranden i 2017.  I 2018 blev han tildelt Albert Dams mindelegat for romanen Til Stranden.

## Udgivelser
- Så vil jeg hellere være en sø, prosa, Forlaget Basilisk 2001
- Forudsætninger (sammen med Martin Larsen), Privattryk 2003
- En hjelm af gyldne kviste, digte, Borgens Forlag 2004
- Under det kogende hav, prosa, Borgens Forlag 2007
- Efterladte digte (under pseudonymet Emilio Alvarez), Forlaget Basilisk 2009
- Island, roman, Forlaget Basilisk 2014
- Til stranden, roman Gyldendal, 2017
- Rejsen til Asturien (under pseudonymet Emilio Alvarez), Forlaget Basilisk 2020
- Jertefloden, roman Gyldendal, 2023

## Oversættelser
- Anne Carson: Vandveje (sammen med Martin Larsen og Pejk Malinovski), Forlaget Basilisk 2001
- Anne Carson: NOX (sammen med Martin Larsen og Pejk Malinovski), Forlaget Basilisk 2012
- Anne Carson: Oven vande (sammen med Martin Larsen og Pejk Malinovski), Forlaget Basilisk 2018

## Priser
- Præmiering Statens Kunstfond for Til stranden, 2017
- Albert Dams Mindelegat, 2018